# .sa
.sa — национальный домен верхнего уровня для Саудовской Аравии.